# Maisoncelle
För andra betydelser, se Maisoncelle (olika betydelser).
Maisoncelle är en kommun i departementet Pas-de-Calais i regionen Hauts-de-France i norra Frankrike. Kommunen ligger i kantonen Le Parcq som tillhör arrondissementet Montreuil. År 2022 hade Maisoncelle 121 invånare.

## Befolkningsutveckling
Antalet invånare i kommunen Maisoncelle
| Referens: INSEE |